# آمینوو
آمینوو (به لاتین: Aminevo) یک منطقهٔ مسکونی در روسیه است که در باشقیرستان واقع شده‌است.